# 竹田市立図書館
竹田市立図書館（たけたしりつとしょかん）は、大分県竹田市大字竹田1980番地にある公共図書館。

## 歴史

### 私立竹田文庫
直入郡教育衛生会創立20周年記念事業として、1909年（明治42年）5月には黒川文哲らによって私立竹田文庫が設立された。黒川が文庫長に就任して私財1000円を投じ、有志から集めた約2000円を加えて開館資金としている。
1919年（大正8年）時点で、私立竹田文庫は和漢書3810冊と洋書375冊を所蔵し、閲覧者数は年間3286人だった。1925年（大正14年）12月、私立竹田文庫は向町の大分県立竹田高等女学校跡に移転し、1932年（昭和7年）2月に財団法人私立竹田文庫となった。

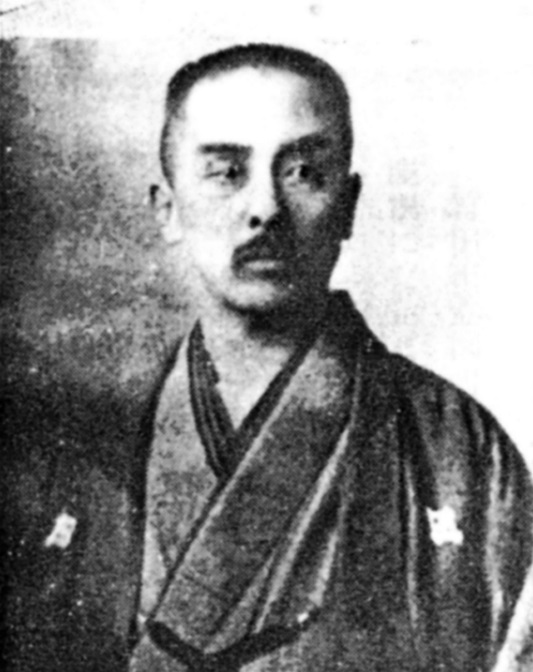
私立竹田文庫を創設した黒川文哲

### 公立図書館化
1946年（昭和21年）4月に竹田町に委譲され、竹田町立図書館に改称された。1952年（昭和27年）時点では約10,800冊の蔵書を有していた。1953年（昭和28年）には教育者・郷土史家の北村清士が館長に就任したが、同年10月の『図書館雑誌』では豊富な郷土資料を有していることが紹介されている。1954年（昭和29年）4月の竹田市発足に伴って竹田市立図書館に改称した。

### 旧館時代（1960年～2017年）
竹田市は養命酒製造会長の大野善久から354万5000円の寄付を受け、1960年（昭和35年）12月に竹田市立図書館の新館を建設した。大野は竹田市出身の実業家であり、図書館以外にも竹田市立南部小学校体育館、竹田市老人ホームの建設に対して寄附を行っている。これによって竹田市立図書館は大野記念館という愛称を有していた。1966年（昭和41年）3月16日には大野が竹田市名誉市民に推挙された。
竹田市立図書館は狭隘化が進行するとともに、新たな構造基準にも対応していない上、バリアフリーや省エネルギーの点からの問題もあった。

### 現行館時代（2017年～）
2017年（平成29年）5月21日、旧館の隣接地に新図書館が開館した。設計は塩塚隆生アトリエ。
2019年（令和元年）8月、日本図書館協会が主催する第35回日本図書館協会建築賞を受賞した。同年には日本建築学会による日本建築学会作品選奨に選ばれた。2023年（令和5年）4月、公共建築協会が主催する公共建築賞で優秀賞を受賞した。

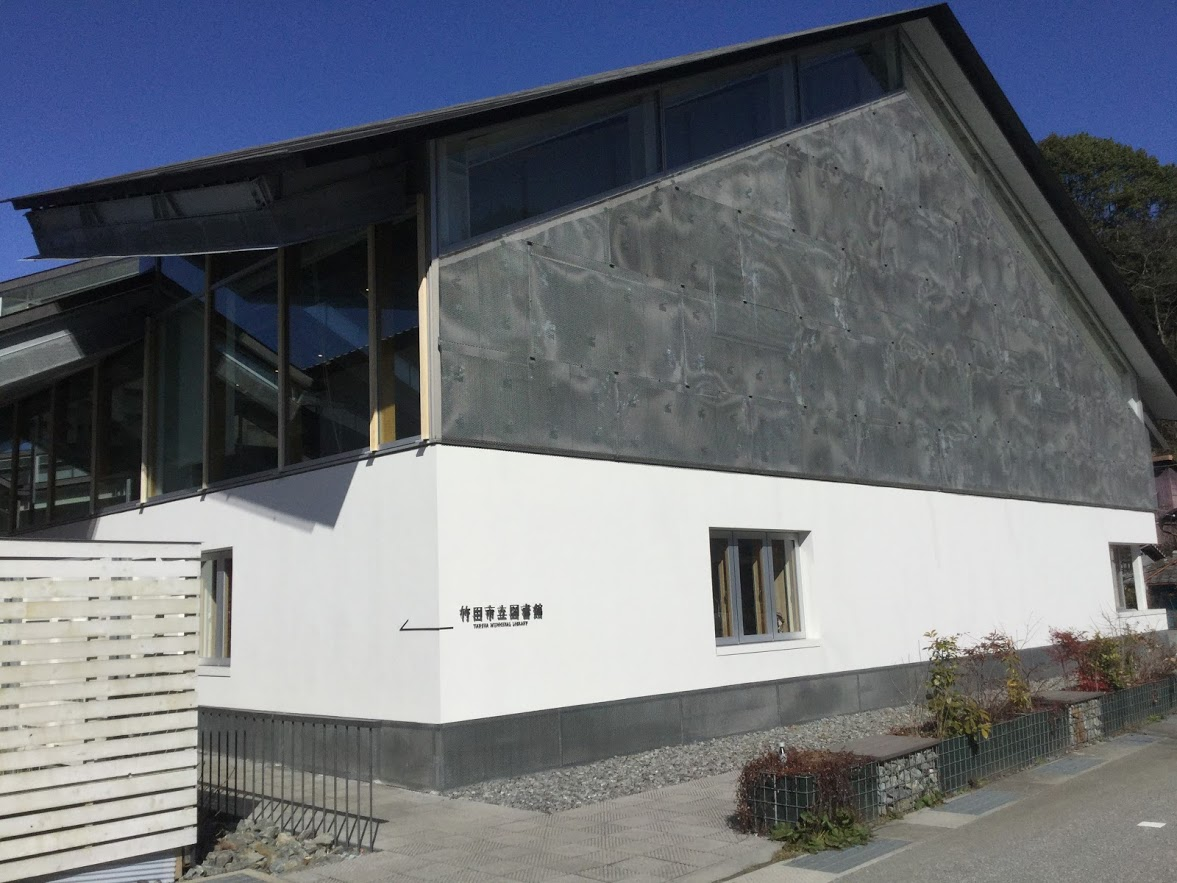
東エントランス
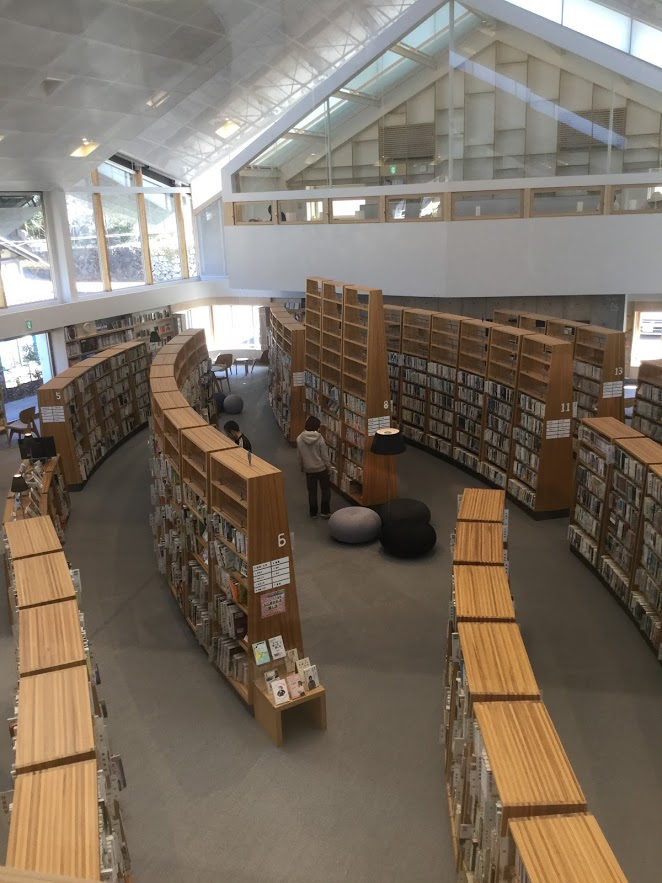
1階の閲覧室
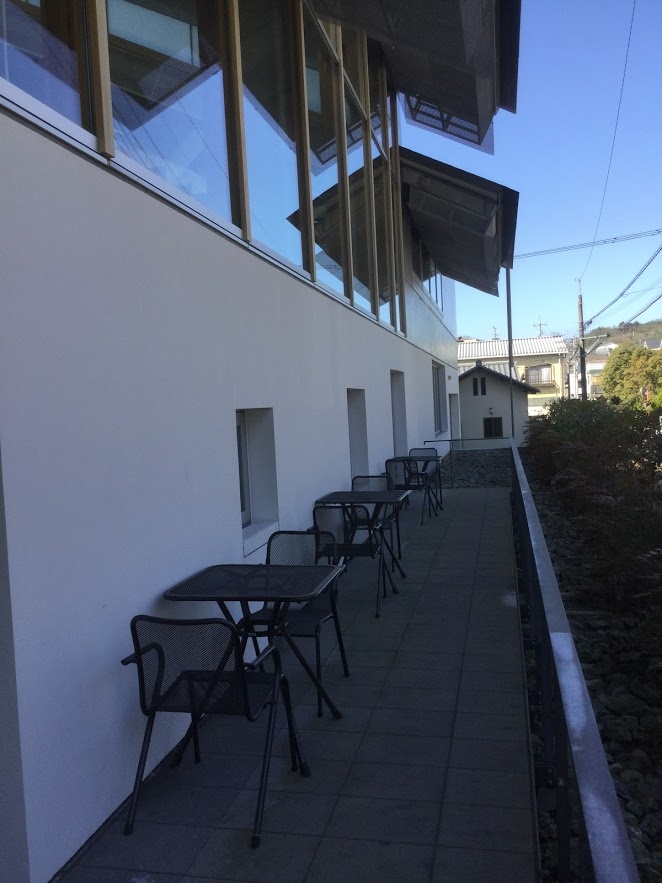
読書テラス
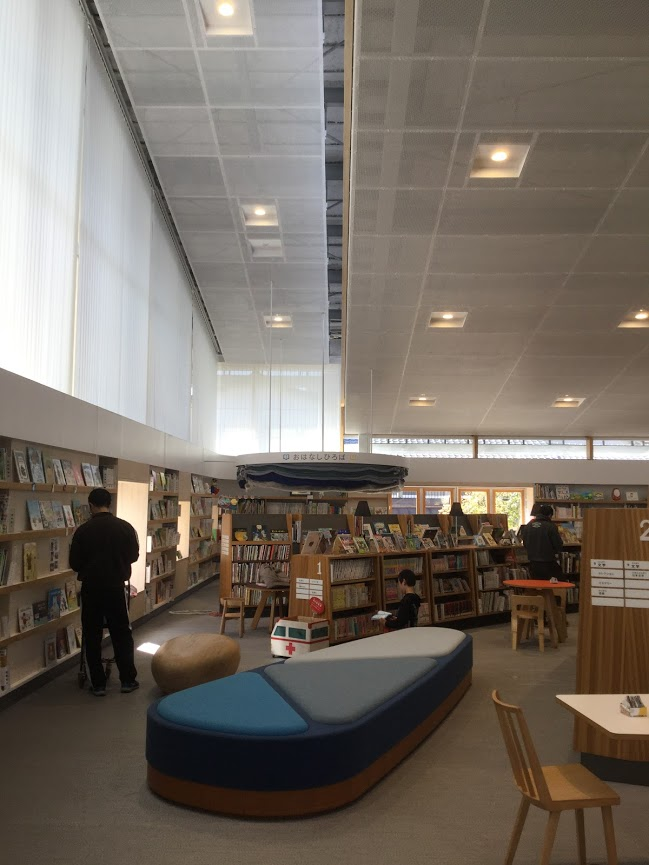
児童書コーナー

## 蔵書
岡藩の藩校である由学館の蔵書（漢籍 7,100巻、和書 2,352巻）を所蔵している。郷土資料コーナーには後藤重巳文庫がある。後藤は竹田市出身の歴史学者であり、1980年代中頃に刊行された『竹田市史』では編纂責任者を務めた。

## 施設

### 旧館
- 本館
  - 1960年（昭和35年）築、2001年（平成13年）11月に情報ブース増築
  - 延床面積 369.732m2
    - 1階 269.156m2
      - 図書室 170.192m2
      - 絵本のへや 13.02m2
      - 事務室 19.876m2
      - トイレ・通路等 66.068m2

    - 2階 100.576m2
- 書庫
  - 鉄筋コンクリート構造2階建
  - 1962年（昭和37年）築
  - 延床面積 145.6m2
    - 1階 72.8m2 - 郷土資料、古文書等
    - 2階 72.8m2 - 新聞等
- 蔵
  - 木造2階建
  - 延床面積 46.902m2
    - 1階 23.451m2 - おはなしのへや（2007年（平成19年）9月に改修）
    - 2階 23.451m2 - 古雑誌等保管

### 図書室
竹田市中心部に位置する竹田市立図書館のほか、旧荻町に竹田市荻駅交流館図書室、旧久住町に竹田市久住図書室、旧直入町に竹田市直入図書室が設けられている。
- 荻図書室（北緯32度55分37.6秒 東経131度17分50.8秒 / 北緯32.927111度 東経131.297444度）
  - 豊後荻駅内
  - 開館時間：10：00-18：00
  - 休館日：毎週土曜日・月曜日・祝日等
- 久住図書室（北緯33度1分16.1秒 東経131度17分37.5秒 / 北緯33.021139度 東経131.293750度）
  - 久住公民館内
  - 開館時間 8：30～17：00
  - 休館日：毎週土曜日・日曜日・祝日等
- 直入図書室（北緯33度4分48.8秒 東経131度23分4.6秒 / 北緯33.080222度 東経131.384611度）
  - 直入公民館内
  - 開館時間 8：30～17：00
  - 休館日：毎週土曜日・日曜日・祝日等[17]